# Djiguirone (Oulampane)
Ne doit pas être confondu avec Djiguirone (Djibidione).
Djiguirone est un village du Sénégal situé en Basse-Casamance. Il fait partie de la communauté rurale d'Oulampane, dans l'arrondissement de Sindian, le département de Bignona et la région de Ziguinchor.
Lors du dernier recensement (2002), la localité comptait 68 habitants et 10 ménages.